# 维克斯-维梅轰炸机
维克斯-维梅轰炸机是第一次世界大战时英国制造的一款重型轰炸机。

## 历史

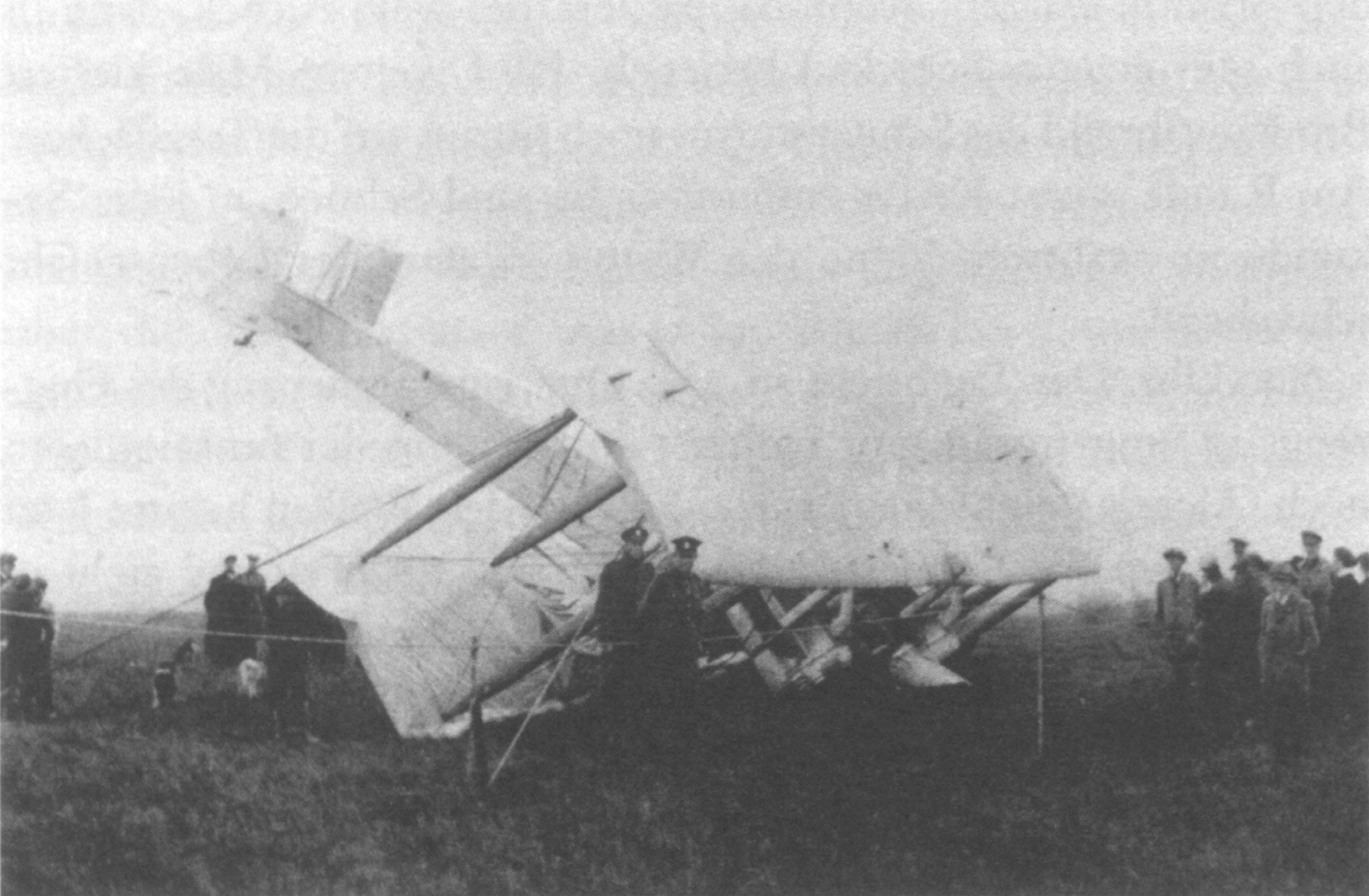
阿考克与布朗驾驶的维梅轰炸机在爱尔兰Clifden坠毁, 1919年6月15日

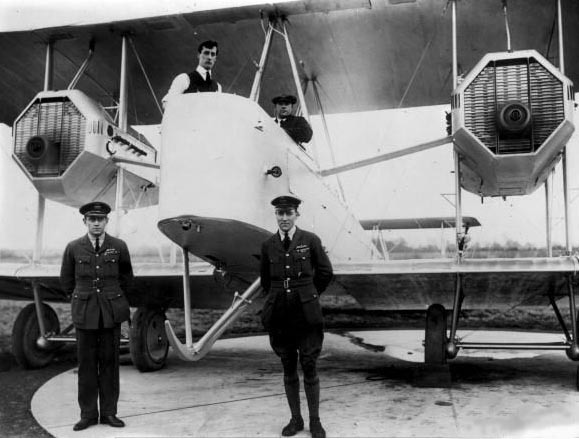
1920年2月, (L-R) Lt Col van Ryneveld 与 First Lt Quintin Brand,从英国飞往南非之前在Silver Queen号前合影

1919年6月14日，英国人阿考克和布朗（Alcock and Brown）驾驶一架经过改装的维克斯-维梅双发双翼轰炸机从纽芬兰起飞，用了 16 小时 27 分不着陆飞行横渡大西洋，到达爱尔兰，航程 3,032 千米，平均速度 184.32 公里/小时。

## 参数
参考资料：
基本信息
性能
武器

- 機槍：1 × .303 in (7.7 mm) Lewis Gun in Scarff ring in nose and 1 × in Scarff ring in mid-fuselage
- 炸彈：2,476 lb (1,123 kg) of bombs